# Friedrich Conrad Albrekt Broman
Friedrich Conrad Albrekt Broman, född 17 april 1758 på Svartsjö slott, död 2 maj 1800, var en svensk historiker. Han var brorson till Erland Carlsson Broman.
Broman var son till landshövding Carl C:son Broman. Han blev student vid Uppsala universitet 1772 och tjänstgjorde från 1775 som extra ordinarie kanslist i riksarkivet. 1779 erhöll Broman transport till antikvitetsarkivet där han blev amanuens 1782 och fick till uppgift att samla och trycka källorna till Sveriges medeltidsbrev. Han författade en del avhandlingar varav Om de fordna adeliga värdigheter i Sverige var svar på ett prisämne i Vitterhetsakademien och vann dess stora pris och behandlade medeltiden. Han påbörjade även forskningar rörande Johan III:s historia, vilka spelade roll vid hans utnämning till rikshistoriograf 1792. Bidragande till utnämningen var möjligen även Bromans kontakter med regeringens ledande män. Han rapporterade kort efter Gustaf III:s död om rykten om ett planerat attentat mot hertig Karl, vilket ledde till vissa försöktighetsmått. År 1797 utgav Broman en liten skrift om vägledning i historiskt författarskap. Han betonade här exakthet opartiskhet med mera, som visar på tydliga influenser från Sven Lagerbring.